# Гірничорятувальна справа

Гірничорятувальна служба. Початок ХХ ст. Експонати Макіївської центральної гірничорятувальної і науково-дослідної станції, заснованої у 1907 р.

Гірничорятува́льна спра́ва (рос.горноспасательное дело, англ. mining rescue work; нім. Grubenrettungswesen n) — галузь гірничої справи, що розробляє наукові основи, техніку і здійснює комплекс організаційних заходів по боротьбі з аваріями на шахтах і рудниках. Найнебезпечніші аварії — вибухи метану, вугільного і колчеданового пилу, підземні пожежі, раптові викиди газу, вугілля і породи, гірничі удари, раптові прориви в гірничі виробки пливунів, підземних і поверхневих вод.

## Історія
Перші гірничорятувальні дружини з добровольців-гірників були створені в 1-й пол. XIX ст. на вугільних шахтах Кардіффа і Південної Валії (Велика Британія) і на шахтах Саарського басейну (Німеччина).
Перша спеціалізована гірничорятувальна станція в Україні була створена у 1907 в Макіївці (Донбас) І. І. Федоровичем. Стараннями ентузіастів гірничорятувальної справи на чолі з Дмитром Левицьким і М. М. Черніциним було закладено основи вітчизняної гірничорятувальної науки.
У 1912 р. на Донбасі вже діяли 4 гірничорятувальних станції: Макіївська, Грушівська, Голубовська, Боково-Хрустальська. Крім того, працювало 4 групових рятувальних станцій: Маріупольська, Орлово-Оленівська, Берестово-Богодухівська, Щербинівська.
В 1911 р. під керівництвом Дмитра Левицького було створено перший вітчизняний респіратор «Макіївка», який працював на зрідженому повітрі.
У 1925 на Донбасі створений перший вітчизняний дихальний апарат для нештатних ситуацій у шахтах.
Другий етап розвитку вітчизняної гірничорятувальної науки відзначився створенням серії респіраторів (СС-1, РКР-1, РКР-2, КІП-1, КІП-3). Наступним етапом розвитку гірничорятувальної справи слід вважати горлівсько-макіївський період (1934-55 рр.), коли було організовано Центральну науково-дослідну лабораторію (ЦНДЛ), на базі якої в 1968 р. створено Всесоюзний науково-дослідний інститут гірничорятувальної справи (ВНДІГС). Останнім розроблена і впроваджена у виробництво низка апаратів, приладів і устав, які з успіхом використовуються в практиці боротьби і профілактики аварій на шахтах.

## Сучасний стан
Сьогодні в Україні боротьбу з аваріями на гірничих підприємствах ведуть воєнізовані гірничорятувальні частини — підрозділи Державної воєнізованої гірничорятувальної служби (ДВГРС) і шахтні гірничорятувальні станції (ШГС). На шахтах є також добровільні допоміжні гірничорятувальні команди.